# Scott Asheton
Scott Randolph Asheton (nume de scenă "Rock Action"), (n. 16 august 1949, Ann Arbor, Michigan - d. 15 martie 2014) a fost un muzician american, cel mai cunoscut ca bateristul trupei rock The Stooges. Pe lângă Iggy Pop, Asheton este singurul membru constant al formației de la moartea fratelui său, chitaristul Ron Asheton, în 2009.
1. 1 2  „Scott Asheton”, Internet Movie Database, accesat în 13 octombrie 2015
2. 1 2  Scott Asheton, Find a Grave, accesat în 9 octombrie 2017
3. 1 2  Find a Grave, accesat în 6 noiembrie 2024
4. ↑  „Scott Asheton”, Gemeinsame Normdatei, accesat în 22 decembrie 2014
5. ↑  „Scott Asheton”, Gemeinsame Normdatei, accesat în 31 decembrie 2014
6. 1 2  Montreux Jazz Festival Database[*] Verificați valoarea |titlelink= (ajutor);